# ピポキシジン
ピポキシジン(Pipoxizine)は、ヒドロキシジンと関連した、ジフェニルメチルピペラジン系の第一世代抗ヒスタミン薬であり、抗セロトニン薬でもある。気管支拡張薬として研究されたが、市販はされていない。